# Amphinemura wittmeri
Amphinemura wittmeri är en bäcksländeart som beskrevs av Peter Zwick 1980. Amphinemura wittmeri ingår i släktet Amphinemura och familjen kryssbäcksländor. Inga underarter finns listade i Catalogue of Life.